# Klimówka
Klimówka [kliˈmufka] est un village polonais de la gmina de Kuźnica dans le powiat de Sokółka et dans la voïvodie de Podlachie. Il se situe à environ 9 kilomètres au sud de Kuźnica, à 13 kilomètres à l'est de Sokółka et à 50 kilomètres au nord-est de Białystok.